# Дубовое (Царичанский район)
Дубовое (укр. Дубове) — село, Царичанский поселковый совет,
Царичанский район, Днепропетровская область, Украина.
Код КОАТУУ — 1225655102. Население по переписи 2001 года составляло 357 человек.

## Географическое положение
Село Дубовое находится в 2 км от правого берега реки Орель, на расстоянии в 0,5 км от пгт Царичанка и село Тарасовка, в 1-м км от села Турово. Рядом проходит автомобильная дорога Т-0441.